# Phong trào không liên kết
Phong trào không liên kết là một tổ chức quốc tế cánh tả gồm các quốc gia tự xem mình là không thuộc hoặc chống lại bất kỳ khối cường quốc lớn nào. Phong trào này chủ yếu là đứa con tinh thần của Thủ tướng Ấn Độ Jawaharlal Nehru, cựu tổng thống Ai Cập Gamal Abdel Nasser và chủ tịch Nam Tư Josip Broz Tito. Tổ chức được thành lập tháng 4 năm 1955; đến năm 2007, nó có 118 thành viên. Mục đích của tổ chức như đã ghi trong Tuyên bố La Habana năm 1979 là đảm bảo "sự độc lập, chủ quyền, toàn vẹn lãnh thổ và an ninh của các quốc gia không liên kết" trong "cuộc chiến chống lại chủ nghĩa đế quốc, chủ nghĩa thực dân, chủ nghĩa thực dân kiểu mới, chủ nghĩa phân biệt chủng tộc, và tất cả những hình thức xâm lược ra nước ngoài, chiếm đóng, chi phối, can thiệp hoặc bá quyền cũng như chống lại các đại cường quốc và chính sách của các khối". Họ đại diện cho gần hai phần ba thành viên Liên Hợp Quốc và 55 phần trăm dân số thế giới, đặc biệt là những quốc gia được xem là đang phát triển hoặc thuộc thế giới thứ ba.
Tuy phong trào này mong muốn các quốc gia có liên kết chặt chẽ với nhau giống như NATO hay Khối Warszawa, nó có liên kết khá lỏng lẻo và nhiều thành viên của tổ chức thực sự có quan hệ gần gũi với siêu cường này hoặc siêu cường khác. Ngoài ra, một số thành viên còn mâu thuẫn nghiêm trọng với các thành viên khác (như Ấn Độ và Pakistan; Iran và Iraq; Ả Rập Xê Út, Bahrain, Ai Cập, Yemen, UAE và Qatar; Ả Rập Xê Út và Iran). Phong trào rạn nứt do mâu thuẫn ngay bên trong khi Liên Xô đưa quân vào Afghanistan năm 1979. Trong khi những đồng minh của Liên Xô ủng hộ cuộc tấn công, các thành viên khác (đặc biệt là các quốc gia Hồi giáo) của phong trào lại lên án. Đặc biệt, Liên Xô còn chỉ trích phong trào này do chính phong trào được thành lập từ "sự phản bội của Nam Tư".
Vì Phong trào không liên kết được hình thành với nỗ lực chống lại Chiến tranh lạnh, tổ chức đã cố gắng tìm phương hướng hoạt động mới từ khi Chiến tranh lạnh kết thúc. Sau khi Nam Tư, một thành viên sáng lập, tan rã, các quốc gia mới thành lập từ Nam Tư cũ tỏ ra không còn quan tâm tới việc tham dự Phong trào, tuy một số nước là quan sát viên. Vào năm 2004, Malta và Síp rút khỏi tổ chức để gia nhập Liên minh châu Âu.

## Các hội nghị thượng đỉnh

Các quốc gia có đại diện trong Hội nghị Á-Phi tại Bandung, Indonesia năm 1955 đặt nền tảng cho tổ chức. 29 chính quốc gia hiện diện đại diện cho hơn một nửa dân số thế giới.